# Кропив'янка берберійська
Кропи́в'янка берберійська (Curruca iberiae) — вид горобцеподібних птахів родини кропив'янкових (Sylviidae). Мешкає в Західному Середземномор'ї.

## Таксономія
Берберійська кропив'янка входить до комплексу видів червоноволої кропив'янки разом з південноєвропейською кропив'янкою. Вона була визнана окремим видом у 2013 році, а південноєвропейська кропив'янка — у 2020 році.
Північноафриканські популяції берберійської кропив'янки раніше відносили у окремий підвид inornata, однак молекулярно-філогенетичне дослідження 2020 року показало, що типова серія цього підвиду, яка походила з Тунісу, насправді являє собою південноєвропейських кропив'янок. Це означає, що наукова назва inornata є недоступною в якості назви для берберійських кропив'янок, і має бути заміненою найбільш старою назвою, якою є iberiae. Таким чином, у північноафриканської популяції немає доступної назви для виділення її у підвид. Однак автори дослідження рекомендують розглядати берберійську кропив'янку як монотиповий вид, цього ж погляду притримується і Міжнародна спілка орнітологів.

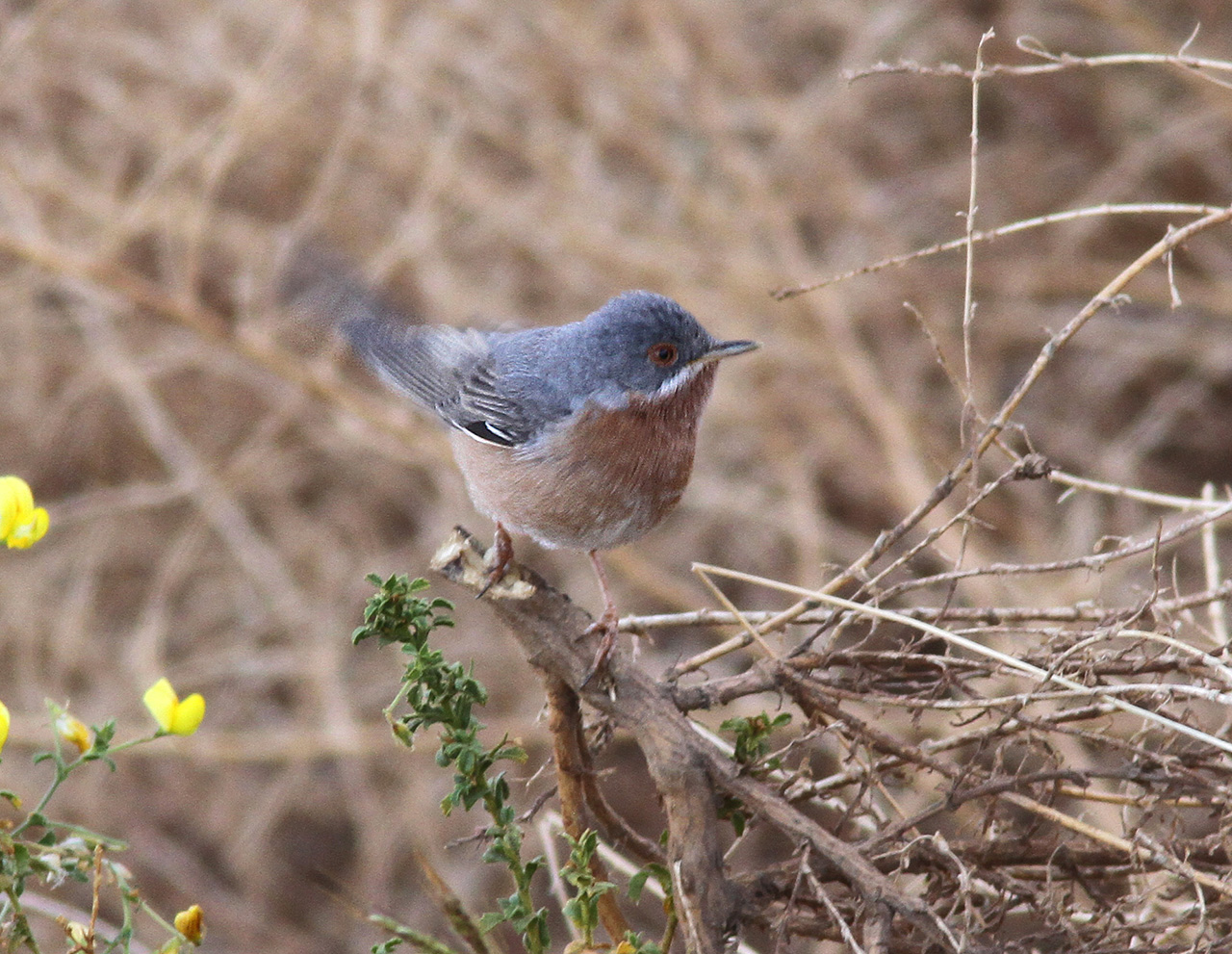
Самець берберійської кропив'янки (Варзазат, Марокко)

## Опис
Берберійські кропив'янки дуже схожі на споріднених червоноволих і південноєвропейських кропив'янок. У самців верхня частина тіла темно-сіра, нижня частина тіла рудувато-коричнева, на щоках білі "вуса", лапи рожеві. У самиць верхня частина тіла більш коричнювато-сіра, а нижня частина тіла світліша з охристим відтінком. На відміну від червоноволих кропив'янок, у самців береберійських кропив'янок живіт також рудувато-коричневий, а не лише груди. Білі плями на передкрайніх стернових перах у них також відсутні, що об'єднує їх з південноєвропейськими кропив'янками.

## Поширення і екологія
Берберійські кропив'янки гніздяться на Піренейському півострові, у Південній Франції і на крайньому північному заході Італії (захід Лігурії і П'ємонту), а також в регіоні Магрибу на північному заході Африки, в Марокко, Алжирі, північному Тунісі і Триполітанії (північний захід Лівії). Взимку вони мігрують на південь, в регіон Африканського Сахелю, де зимують від Мавританії і Сенегала до Нігера, іноді також в центральний і південний Алжир. Берберійські кропив'янки живуть в тих природних середовищах, що і червоноволі кропив'янки — в чагарникових заростях, що ростуть на сухих гірських схилах і піщаних ґрунтах, в маквісі, рідколіссях та в густих заростях на берегах річок і струмків, на висоті до 2200 м над рівнем моря. Живляться комахами та іншими безхребетними, а також ягодами. Гніздяться з початку травня до кінця червня. Гніздо розміщується в густих чагарниках, в кладці 3-5 яєць.